# بطولة أمم أوروبا تحت 17 سنة 2018
كانت بطولة أوروبا تحت 17 سنة UEFA عام 2018 (المعروفة أيضًا باسم 2018 تحت UEFA تحت 17 عامًا) الدورة السابعة عشر لبطولة UEFA الأوروبية تحت 17 سنة (الطبعة السادسة والثلاثون إذا تم تضمين عصر تحت 16 أيضًا) ، بطولة الشباب الدولية السنوية لكرة القدم التي ينظمها الاتحاد الأوروبي لكرة القدم (UEFA) للمنتخبات الوطنية لأقل من 17 عاما في أوروبا. استضافت إنجلترا، التي اختارها الاتحاد الأوروبي لكرة القدم في 26 يناير 2015 ، البطولة.
لعب ما مجموعه 16 فريقا في البطولة، ويمكن للاعبين الذين ولدوا في 1 يناير 2001 المشاركة. واستمرت كل مباراة 80 دقيقة، والتي تتألف من نصفين 40 دقيقة مع استراحة لمدة 15 دقيقة.
فازت هولندا بلقبها الثالث بفوزها على إيطاليا 4-1 بركلات الترجيح في النهائي بعد تعادله 2-2. كانت اسبانيا هي المدافعة عن اللقب، ولكن تم القضاء عليها من قبل بلجيكا في الدور ربع النهائي.

## التصفيات
وشاركت 55 دولة من الاتحاد الأوروبي لكرة القدم (UEFA) في المسابقة (بما في ذلك كوسوفو، التي تم تسجيلها للمرة الأولى) ، ومع التأهل التلقائي لإنجلترا، تنافس 54 فريقًا آخر في منافسة التأهل لتحديد المراكز الـ 15 المتبقية في البطولة النهائية. تألفت المسابقة التمهيدية من جولتين: جولة التأهل ، التي جرت في خريف 2017 ، وجولة النخبة ، التي جرت في ربيع عام 2018.

### الفرق المؤهلة
تأهلت الفرق التالية للبطولة النهائية.
ملاحظة: تشمل جميع إحصاءات الظهور فقط حقبة تحت 17 سنة (منذ عام 2002).
| الفريق          | طريقة التأهل                                  | الظهور     | الظهور الأخير           | أفضل أداء سابق                 |
| --------------- | --------------------------------------------- | ---------- | ----------------------- | ------------------------------ |
| إنجلترا         | المضيف                                        | الثالث عشر | 2017 (المركز الثاني)    | بطل (2010، 2014)               |
| صربيا           | الفائز في المجموعة 1 من جولة النخبة           | السابع     | 2017 (مرحلة المجموعات)  | ربع النهائي (2002 ‏)            |
| إسبانيا         | المركز الثاني في المجموعة 1 من جولة النخبة    | الثاني عشر | 2017 (بطل)              | بطل (2007 ‏, 2008 ‏, 2017)       |
| السويد          | الفائز في المجموعة 2 من جولة النخبة           | الثالث     | 2016 (ربع النهائي)      | نصف النهائي (2013)             |
| بلجيكا          | المركز الثاني في المجموعة 2 من جولة النخبة[^] | السادس     | 2016 (ربع النهائي)      | نصف النهائي (2007 ‏, 2015 ‏)     |
| جمهورية أيرلندا | الفائز في المجموعة 3 من جولة النخبة           | الرابع     | 2017 (ربع النهائي)      | ربع النهائي (2017)             |
| سويسرا          | الفائز في المجموعة 4 من جولة النخبة           | الثامن     | 2014 (مرحلة الجموعات)   | بطل (2002 ‏)                    |
| البرتغال        | المركز الثاني في المجموعة 4 من جولة النخبة[^] | السابع     | 2016 (بطل)              | بطل (2003 ‏, 2016)              |
| هولندا          | الفائز في المجموعة 5 من جولة النخبة           | الثاني عشر | 2017 (ربع النهائي)      | بطل (2011، 2012)               |
| إيطاليا         | المركز الثاني في المجموعة 5 من جولة النخبة[^] | الثامن     | 2017 (مرحلة المجموعات)  | المركز الثاني (2013)           |
| البوسنة والهرسك | الفائز في المجموعة 6 من جولة النخبة           | الثالث     | 2017 (مرحلة المجموعات)  | مرحلة المجموعات (2016، 2017)   |
| الدنمارك        | المركز الثاني في المجموعة 6 من جولة النخبة[^] | الخامس     | 2016 (مرحلة المجموعات)  | نصف النهائي (2011)             |
| سلوفينيا        | الفائز في المجموعة 7 من جولة النخبة           | الثالث     | 2015 ‏ (مرحلة المجموعات) | مرحلة المجموعات (2012, 2015 ‏)  |
| إسرائيل         | المركز الثاني في المجموعة 7 من جولة النخبة[^] | الثالث     | 2005 ‏ (مرحلة المجموعات) | مرحلة المجموعات (2003 ‏, 2005 ‏) |
| النرويج         | الفائز في المجموعة 8 من جولة النخبة           | الثاني     | 2017 (مرحلة المجموعات)  | مرحلة المجموعات (2017)         |
| ألمانيا         | المركز الثاني في المجموعة 8 من جولة النخبة[^] | الحادي عشر | 2017 (نصف النهائي)      | بطل (2009 ‏)                    |

ملاحظات
1. ^ أفضل سبعة احتلوا المركز الثاني بين جميع مجموعات النخبة الثمانية تأهلوا للبطولة النهائية.

## السحب النهائي
تم إجراء السحب النهائي في 5 أبريل 2018 ، 5:30 مساءً التوقيت الصيفي البريطاني (UTC + 1) ، في سانت جورج بارك، بارتون، إنجلترا. تم تقسيم الفرق الـ 16 إلى أربع مجموعات من أربعة فرق. تم تعيين إنجلترا، البلد المضيف، في A1 في السحب، في حين تم تصنيف الفرق الأخرى وفقًا لنتائجها في جولة تأهيل النخبة، وهي أكبر مجموعات النخبة السبع (في العد جميع نتائج جولة النخبة) وضعت في وعاء 1 ورسمت في المواقف 1 و 2 في المجموعات، والفرق الثمانية الأخرى (ثامن أفضل مجموعة من النخبة الجولة والسبعة المتأهلين للتصفيات النهائية لمجموعة النخبة) وضعت في الحوض 2 ويتم رسمه في الموضعين 3 و 4 في مجموعات.
| م  | مج | الفريق          | لعب | ف | ت | خ | أ.له | أ.ع | أ.ف | نقاط | Seeding |
| -- | -- | --------------- | --- | - | - | - | ---- | --- | --- | ---- | ------- |
| 1  | 3  | جمهورية أيرلندا | 3   | 3 | 0 | 0 | 6    | 0   | +6  | 9    | Pot 1   |
| 2  | 5  | هولندا          | 3   | 3 | 0 | 0 | 6    | 1   | +5  | 9    | Pot 1   |
| 3  | 1  | صربيا           | 3   | 2 | 1 | 0 | 6    | 1   | +5  | 7    | Pot 1   |
| 4  | 8  | النرويج         | 3   | 2 | 1 | 0 | 7    | 3   | +4  | 7    | Pot 1   |
| 5  | 7  | سلوفينيا        | 3   | 2 | 1 | 0 | 6    | 2   | +4  | 7    | Pot 1   |
| 6  | 4  | سويسرا          | 3   | 2 | 1 | 0 | 7    | 4   | +3  | 7    | Pot 1   |
| 7  | 6  | البوسنة والهرسك | 3   | 2 | 0 | 1 | 4    | 4   | 0   | 6    | Pot 1   |
| 8  | 2  | السويد          | 3   | 1 | 2 | 0 | 1    | 0   | +1  | 5    | Pot 2   |
|    |    |                 |     |   |   |   |      |     |     |      |         |
| 9  | 4  | البرتغال        | 3   | 2 | 1 | 0 | 5    | 2   | +3  | 7    | Pot 2   |
| 10 | 7  | إسرائيل         | 3   | 2 | 0 | 1 | 6    | 4   | +2  | 6    | Pot 2   |
| 11 | 6  | الدنمارك        | 3   | 2 | 0 | 1 | 3    | 2   | +1  | 6    | Pot 2   |
| 12 | 5  | إيطاليا         | 3   | 2 | 0 | 1 | 3    | 2   | +1  | 6    | Pot 2   |
| 13 | 1  | إسبانيا         | 3   | 1 | 2 | 0 | 4    | 2   | +2  | 5    | Pot 2   |
| 14 | 8  | ألمانيا         | 3   | 1 | 1 | 1 | 5    | 3   | +2  | 4    | Pot 2   |
| 15 | 2  | بلجيكا          | 3   | 1 | 1 | 1 | 3    | 3   | 0   | 4    | Pot 2   |

1. 1 2  التصنيف حسب النقاط التأديبية (الدنمارك: 4 نقاط، إيطاليا: 6 نقاط).

## الأماكن
عقدت البطولة في ستة مواقع في ميدلاندز وساوث يوركشاير. عقدت مباراة إنجلترا الافتتاحية في ملعب بروكت في تشيسترفيلد والنهائي في ملعب نيويورك في روثرهام.
| روثرهام ‏ تشيسترفيلد والسال Burton لوفبوروبطولة أمم أوروبا تحت 17 سنة 2018 (Northern England) | روثرهام ‏         | تشيسترفيلد                            | والسال                           |
| روثرهام ‏ تشيسترفيلد والسال Burton لوفبوروبطولة أمم أوروبا تحت 17 سنة 2018 (Northern England) | New York Stadium | ملعب بروكت                            | ملعب بسكوت                       |
| روثرهام ‏ تشيسترفيلد والسال Burton لوفبوروبطولة أمم أوروبا تحت 17 سنة 2018 (Northern England) | السعة: 12,023    | السعة: 10,504                         | السعة: 11,300                    |
| روثرهام ‏ تشيسترفيلد والسال Burton لوفبوروبطولة أمم أوروبا تحت 17 سنة 2018 (Northern England) |                  |                                       |                                  |
| روثرهام ‏ تشيسترفيلد والسال Burton لوفبوروبطولة أمم أوروبا تحت 17 سنة 2018 (Northern England) | Burton           | Burton                                | لوفبورو                          |
| روثرهام ‏ تشيسترفيلد والسال Burton لوفبوروبطولة أمم أوروبا تحت 17 سنة 2018 (Northern England) | ملعب بيرلي       | مركز سانت جورج بارك الوطني لكرة القدم | Loughborough University ‏ Stadium |
| روثرهام ‏ تشيسترفيلد والسال Burton لوفبوروبطولة أمم أوروبا تحت 17 سنة 2018 (Northern England) | السعة: 6,912     | السعة: 1,500                          | السعة: 3,300                     |
| روثرهام ‏ تشيسترفيلد والسال Burton لوفبوروبطولة أمم أوروبا تحت 17 سنة 2018 (Northern England) |                  |                                       |                                  |

## حكام المباريات
```
تم تعيين ما مجموعه 8 حكام و 12 حكامًا مساعدين و4 مسؤولين رابعين للبطولة النهائية.
[
5
]
```

| الحكام - Tihomir Pejin - Zbyněk Proske - يوري فريشر - روبرت هارفي - Vilhjálmur Alvar Þórarinsson - دينيس يوهان هيغلر - Horațiu Mircea Feșnic - خليل أوموت ملر | الحكام المساعدون - روبرت شتايناخر - رضا مامادوف - غيورغي دوينوف - Dan Petur Pauli Højgaard - ليفان تودريا - Chasan Koula - بيتر كوبور - يوري تيخونيوك - فييتس سنارسكيس - Vladislav Lifciu - Douglas Potter - Volodymyr Vysotskyy | الحكم الرابع - Robert Hennessy - كيث كينيدي - تيم مارشال - Bryn Markham-Jones |

## التشكيلات
قدم كل فريق وطني قائمة تضم 20 لاعباً (المادة 40 من اللوائح).

## مرحلة المجموعات
تم تأكيد الجدول النهائي للدورة في 10 أبريل 2018.
البطل والوصيف يذهب إلى الدور ربع النهائي.

## وصلات خارجية
- 2017/18 final tournament: England, UEFA.com